# Petra Rampre
Petra Rampre (* 20. Januar 1980 in Ljubljana, Jugoslawien) ist eine ehemalige slowenische Tennisspielerin.

## Karriere
Petra Rampre, die am liebsten auf Sand- und Rasenplätzen spielte, begann im Alter von neun Jahren mit dem Tennis.
Auf der WTA Tour erreichte sie beim Turnier in Antwerpen 2000 ein Doppelfinale.
Zwischen 1998 und 2012 spielte sie mehrere Male für die slowenischen Fed-Cup-Mannschaft. Von ihren zehn Einsätzen gewann sie eine Partie.

## Persönliches
Bei Petra Rampre entwickelte sich alopecia universalis, was den Verlust sämtlicher Körperbehaarung zur Folge hatte. Aus diesem Grund trug sie ein Bandana.